# Sheldon Cottrell
Sheldon Shane Cottrell (* 19. August 1989 in Kingston, Jamaika) ist ein jamaikanischer Cricketspieler, der zwischen 2013 und 2023 für das West Indies Cricket Team spielte.

## Kindheit und Ausbildung
Cottrell wuchs bei seiner alleinerziehenden Mutter auf und trat nach der Schule der Jamaica Defence Force bei.

## Aktive Karriere
Cottrell gab sein First-Class-Debüt für Jamaika in der Saison 2010/11. Er ragte vor allem bei der Regional Four Day Competition 2012/13 heraus und auch bei der Caribbean Premier League 2013 konnte er Aufmerksamkeit erregen. Sein Debüt in der Nationalmannschaft folgte dann im November 2013 in der Test-Serie in Indien. Am Ende der Saison 2013/14 gab er auch sein Debüt im Twenty20-Cricket gegen England. Er wurde auch für den ICC World Twenty20 2014 nominiert, kam dort jedoch nicht zum Einsatz. Im Juli erzielte er in den Twenty20s gegen Neuseeland drei Wickets (3/28). Bei der Tour in Südafrika absolvierte er seinen zweiten Test, doch nachdem er auch hier nicht überzeugen konnte, war dies sein letzter Einsatz in diesem Format. Auch absolvierte er bei der Tour sein erstes ODI. Er wurde für den Cricket World Cup 2015 nominiert, kam jedoch auch hier nicht zum Einsatz. In der folge erhielt er zwar Einsätze für die A-Mannschaft der West Indies, doch wurde er erst im Dezember 2017 wieder für das Nationalteam nominiert. In Neuseeland gelangen ihm dabei 3 Wickets für 62 Runs im zweiten ODI. Kurz darauf verletzte er sich beim ICC Cricket World Cup Qualifier 2018 am Oberschenkel und musste das Turnier abbrechen.
Im Dezember 2018 gelangen ihm vier Wickets (4/28) in der Twenty20-Serie in Bangladesch, wofür er als Spieler des Spiels ausgezeichnet wurde. Im Februar folgte eine Tour gegen England, bei dem er 5 Wickets für 46 Runs im zweiten ODI und drei Wickets (3/29) in den Twenty20s. Daraufhin wurde er für den Kader beim Cricket World Cup 2019 nominiert. Seine beste Leistung dort waren vierWickets (4/56) gegen Neuseeland. Im November erzielte er in der ODI-Serie gegen Afghanistan drei Wickets (3/29). Im Januar folgte eine weitere ODI-Serie gegen Irland, wo er 3 Wickets für 51 Runs erreichte. In der folgenden Tour in Sri Lanka konnte er dann vier Wickets (4/67) beisteuern. Im Juli 2021gelangen ihm drei Wickets (3/28) in den Twenty20s gegen Australien. Jedoch fand er keinen Platz im Kader für den ICC Men’s T20 World Cup 2021. Im Jahr darauf wurde er für den ICC Men’s T20 World Cup 2022, kam dort jedoch nicht zum Einsatz. In der Folge spielte er in einzelnen Twenty20-Ligen in der Welt.